# لوئی نیفس
لوئی نیفس (به انگلیسی: Louis Neefs) (زاده ۸ اوت ۱۹۳۷-درگذشته ۲۵ دسامبر ۱۹۸۰) خواننده بلژیکی بود.
او نماینده بلژیک در یوروویژن ۱۹۶۷ و یوروویژن ۱۹۶۹ بود.